# Joshua Osih
Joshua Nambangi Osih (* 9. prosince 1968, Kumba) je kamerunský politik. Působil jako místopředseda Sociálně demokratické fronty (SDF). Stal se také prvním anglicky mluvícím politikem, který se stal poslancem ve volebním obvodu Wouri Center v Douale. V prezidentských volbách v roce 2018 kandidoval za SDF.

## Životopis
Joshua Osih se narodil Therese Osih, která měla švýcarské kořeny, a kamerunskému otci Reubenu Osihovi. Joshua Osih se oženil a s manželkou Tinou mají tři syny. Osih získal titul MBA v oblasti vedení a udržitelnosti a věnoval se leteckému průmyslu, a to zejména oblasti provozu a řízení. Založil také několik společností.
V březnu 1991 vstoupil Osih do Sociálně demokratické fronty. V roce 2002 byl Osih zvolen regionálním předsedou SDF pro Jihozápadní region. V roce 2006 byl zvolen druhým místopředsedou SDF. Od roku 2012 do 24. února 2018 zastával funkci prvního místopředsedy SDF. V roce 2013 se Osih stal prvním anglofonním Kameruncem, který byl zvolen poslancem ve volebním obvodu Wouri Center v Douale. Na mimořádném sjezdu strany v roce 2018 byl zvolen za kandidáta SDF pro prezidentské volby v roce 2018.
Dne 28. října 2023 byl Joshua Osih zvolen na pět let do čela předsednictva své politické strany SDF.